# جیمز تور
جیمز تور (انگلیسی: James Tour؛ زادهٔ ۱۹۵۹) دانشمند در زمینه شیمی آلی اهل ایالات متحده آمریکا است. موضوعات مطالعاتی وی الکترونیک مولکولی، نانوفناوری و مواد کربنی است.